# Temporada 1961 de las Grandes Ligas de Béisbol

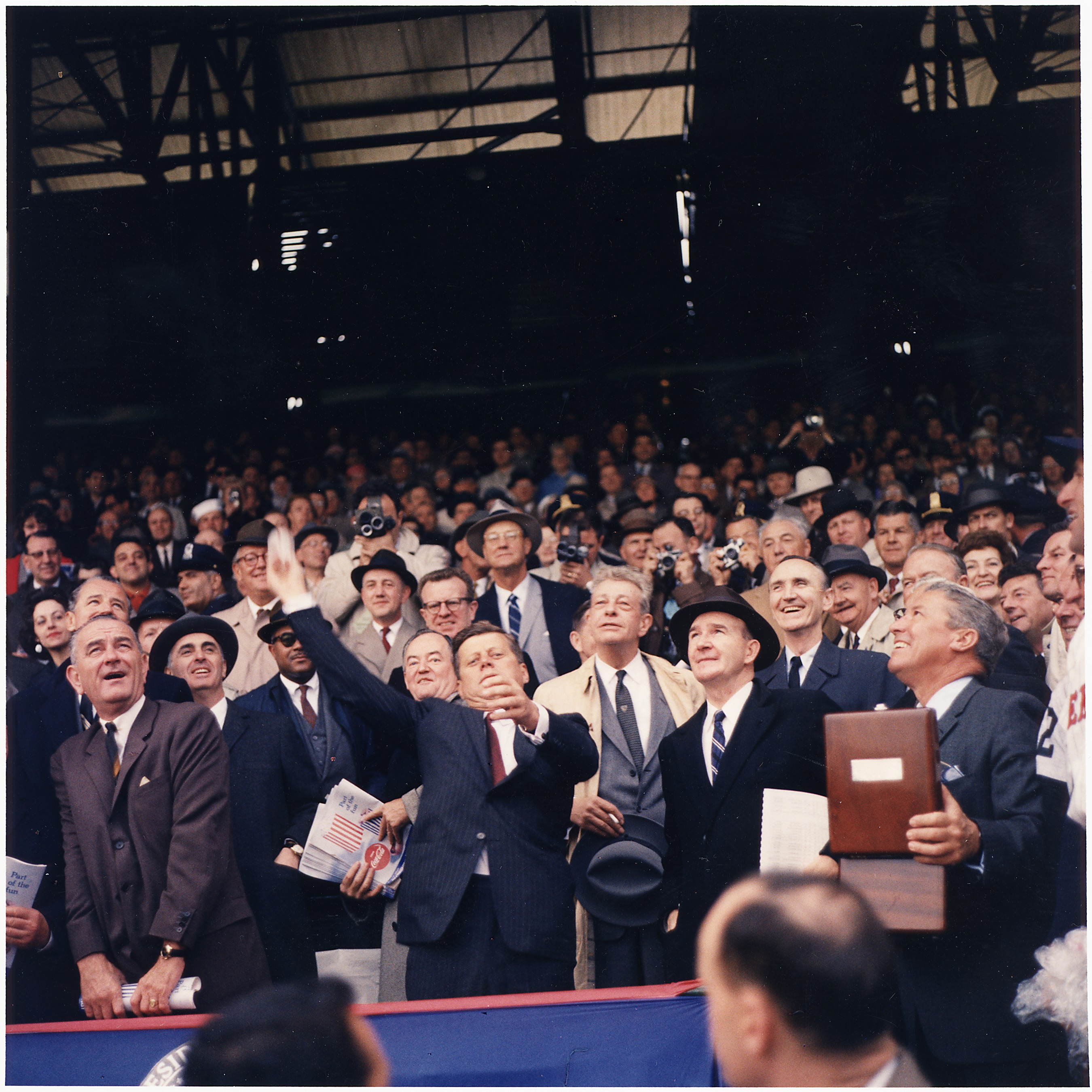
El presidente John F. Kennedy lanza la primera pelota en Washington, D.C en el Griffith Stadium el 10 de abril de 1961

La Temporada 1961 de las Grandes Ligas de Béisbol se disputó desde el 10 abril al 9 octubre. La temporada es conocida por los jugadores de los Yankees Roger Maris y Mickey Mantle compitieron por batir el récord de 34 años perteneciente a Babe Ruth de mayor cantidad de Home run de una sola temporada, que era de 60. Maris finalmente rompió el récord cuando llegó a 61 en el último día de La temporada regular, mientras que Mantle se vio obligado a salir de la alineación a finales de septiembre debido a una infección de cadera y terminó con 54 jonrones.
En respuesta a la propuesta Liga Continental, la Liga Americana se expandió con dos equipos, la primera expansión de la MLB desde 1901. Los originales Washington Senators se mudaron a Minnesota y se convirtieron en Minnesota Twins. Por lo tanto, la Liga Americana colocó un nuevo equipo en Washington, también llamado Senators. Además, la Liga Americana colocó un equipo en Los Ángeles llamado Los Angeles Angels.
Con el fin de mantener su calendario equilibrado, la temporada de la Liga Americana se extendió por ocho partidos. Anteriormente, los equipos habían jugado 154 partidos (22 partidos por oponente), pero a partir de 1961 los equipos jugarían frente a sus oponentes 18 veces cada uno para un total de 162 juegos.
La Liga Nacional jugó un calendario de 154 juegos por última vez en 1961 antes de cambiar a 162 juegos, cuando también se expandió a diez equipos para la temporada siguiente.
La temporada finalizó cuando New York Yankees derrotaron en la Serie Mundial a Cincinnati Reds en cinco juegos.

## Premios y honores
- MVP
  - Roger Maris, New York Yankees (AL)
  - Frank Robinson, Cincinnati Reds (NL)
- Premio Cy Young
  - Whitey Ford, New York Yankees (NL)
- Novato del año
  - Don Schwall, Boston Red Sox (AL)
  - Billy Williams, Chicago Cubs (NL)

## Temporada Regular
| Liga Americana        | Liga Americana | Liga Americana | Liga Americana | Liga Americana | Liga Americana | Liga Americana |
| Equipo                | V              | D              | CTE            | JD             | LOCAL          | VISITA         |
| --------------------- | -------------- | -------------- | -------------- | -------------- | -------------- | -------------- |
| New York Yankees      | 109            | 53             | .673           | -              | 65-16          | 44-37          |
| Detroit Tigers        | 101            | 61             | .623           | 8              | 50-31          | 51-30          |
| Baltimore Orioles     | 95             | 67             | .586           | 14             | 48-33          | 47-34          |
| Chicago White Sox     | 86             | 76             | .531           | 23             | 53-28          | 33-48          |
| Cleveland Indians     | 78             | 83             | .484           | 30½            | 40-41          | 38-42          |
| Boston Red Sox        | 76             | 86             | .469           | 33             | 50-31          | 26-55          |
| Minnesota Twins       | 70             | 90             | .438           | 38             | 36-44          | 34-46          |
| Los Angeles Angels    | 70             | 91             | .435           | 38½            | 46-36          | 24-55          |
| Kansas City Athletics | 61             | 100            | .379           | 47½            | 33-47          | 28-53          |
| Washington Senators   | 61             | 100            | .379           | 47½            | 33-46          | 28-54          |

| Liga Nacional         | Liga Nacional | Liga Nacional | Liga Nacional | Liga Nacional | Liga Nacional | Liga Nacional | Liga Nacional |
| Equipo                | V             | D             | CTE           | JD            | LOCAL         | VISITA        |               |
| --------------------- | ------------- | ------------- | ------------- | ------------- | ------------- | ------------- | ------------- |
| Cincinnati Reds       | 93            | 61            | .604          | -             | 47-30         | 46-31         |               |
| Los Angeles Dodgers   | 89            | 65            | .578          | 4             | 45-32         | 44-33         |               |
| San Francisco Giants  | 85            | 69            | .552          | 8             | 45-32         | 40-37         |               |
| Milwaukee Braves      | 83            | 71            | .539          | 10            | 45-32         | 38-39         |               |
| St. Louis Cardinals   | 80            | 74            | .519          | 13            | 48-29         | 32-45         |               |
| Pittsburgh Pirates    | 75            | 79            | .487          | 18            | 38-39         | 37-40         |               |
| Chicago Cubs          | 64            | 90            | .416          | 29            | 40-37         | 24-53         |               |
| Philadelphia Phillies | 47            | 107           | .305          | 46            | 22-55         | 25-52         |               |

## Postemporada
AL New York Yankees (4) vs. NL Cincinnati Reds (1)
|                                          |
| Campeón New York Yankees Vigésimo Título |

## Líderes de la liga

### Liga Americana
Líderes de Bateo 
| Categoría           | Jugador                 | Equipo  | Marca |
| ------------------- | ----------------------- | ------- | ----- |
| Porcentaje de bateo | Norm Cash               | DET     | .361  |
| Cuadrangulares      | Roger Maris             | NYY     | 61    |
| Carreras Impulsadas | Jim Gentile Roger Maris | BAL NYY | 141   |
| Carreras Anotadas   | Roger Maris             | NYY     | 132   |
| Hits                | Norm Cash               | DET     | 193   |
| Robo de Bases       | Luis Aparicio           | CHW     | 53    |

Líderes de Pitcheo 
| Categoría         | Jugador        | Equipo | Marca |
| ----------------- | -------------- | ------ | ----- |
| Victorias         | Whitey Ford    | NYY    | 25    |
| Derrotas          | Pedro Ramos    | MIN    | 20    |
| ERA               | Dick Donovan   | WSA    | 2.40  |
| Ponches           | Camilo Pascual | MIN    | 221   |
| Entradas Lanzadas | Whitey Ford    | NYY    | 283   |
| Juegos salvados   | Luis Arroyo    | NYY    | 24    |

### Liga Nacional
Líderes de Bateo 
| Categoría           | Jugador          | Equipo | Marca |
| ------------------- | ---------------- | ------ | ----- |
| Porcentaje de bateo | Roberto Clemente | PIT    | .351  |
| Cuadrangulares      | Orlando Cepeda   | SFG    | 46    |
| Carreras Impulsadas | Orlando Cepeda   | SFG    | 142   |
| Carreras Anotadas   | Willie Mays      | SFG    | 129   |
| Hits                | Vada Pinson      | CIN    | 208   |
| Robo de Bases       | Maury Wills      | LAD    | 35    |

Líderes de Pitcheo 
| Categoría         | Jugador                 | Equipo  | Marca |
| ----------------- | ----------------------- | ------- | ----- |
| Victorias         | Joey Jay Warren Spahn   | CIN MLN | 21    |
| Derrotas          | Bob Friend Art Mahaffey | PIT PHI | 19    |
| ERA               | Warren Spahn            | MLN     | 3.02  |
| Ponches           | Sandy Koufax            | LAD     | 269   |
| Entradas Lanzadas | Lew Burdette            | MLN     | 272.1 |
| Juegos salvados   | Roy Face Stu Miller     | PIT SFG | 17    |